# Wem gehört die Stadt?
Wem gehört die Stadt? (Originaltitel: Bullets or Ballots, frei übersetzt Kugeln oder Wahlurnen) ist ein US-amerikanischer Gangsterfilm aus dem Jahr 1936 mit Edward G. Robinson, Joan Blondell, Barton MacLane, Humphrey Bogart und Frank McHugh in den Hauptrollen. Der von Robinson gespielte Polizist Johnny Blake führt einen Kreuzzug, um zur Bekämpfung und Ausrottung des Verbrechertums in seiner Heimatstadt New York beizutragen. Seine Rolle ist dem Leben eines tatsächlichen Polizeibeamten nachempfunden, der als der „rauheste Cop auf dem Broadway“ bekannt war.

## Handlung
Der Zeitungsherausgeber und couragierte Verleger Ward Bryant, der eine Kampagne gegen die Unterwelt gestartet hat und mit journalistischen Mitteln dafür sorgen will, dass die Verbrecher, die die Geschäfte in der Stadt New York übernommen haben, zur Rechenschaft gezogen werden, wird von Nick „Bugs“ Fenner – entgegen den Anordnungen seines Bosses Al Kruger – erschossen. Kruger ist jedoch gezwungen Fenner zu decken, wenn er nicht selbst bei den Köpfen des Syndikats in Ungnade fallen will. Andererseits bewegt die Ermordung des Journalisten etwas in der Politik. Captain Dan McLaren, ein guter Freund des Polizisten Johnny Blake, wird vom Gouverneur beauftragt, hart gegen das Gangstertum vorzugehen, wobei ihm weitgehend freie Hand in der Wahl der Mittel gelassen wird. Einige Cops, von denen McLaren glaubt, dass sie korrupt seien, fallen ersten Maßnahmen zum Opfer. Unter ihnen ist auch der Polizist Johnny Blake, der sich einen Ruf durch sein hartes und konsequentes Vorgehen gegen Kriminelle erworben hat. Dass Blake, einer der besten New Yorker Polizisten, unter den Opfern ist, geschieht nur zum Schein und mit Hintergedanken. Ziel des neuen Polizeipräsidenten ist es, die Verbrecherorganisation von Al Kruger lahmzulegen und vor allem an die Hintermänner dieser Organisation zu kommen. Die Rechnung geht tatsächlich auf, als Blake bei einer Boxveranstaltung im Madison Square Garden Krugers Aufmerksamkeit erregt, weil es zu einer tätlichen Auseinandersetzung zwischen ihm und McLaren kommt. Kruger heuert Blake daraufhin an. Die Männer kennen sich bereits aus der Prohibitionszeit, als sie Gegenspieler waren, die sich jedoch immer respektiert haben. Blakes Aufgabe ist es nun, Krugers Männer zu bespitzeln, um Schwachstellen aufzudecken.
Die Drahtzieher hinter all den Verbrechen in der Stadt sind drei mächtige Männer, die nur Kruger kennt. Blake gelingt es binnen kurzer Zeit Krugers Vertrauen zu gewinnen und in dessen krimineller Organisation aufzusteigen, sehr zum Missfallen von Nick „Bugs“ Fenner, der glaubt, Blake sei ein Polizeispitzel und ihm nicht über den Weg traut. Auch seine eigene Position innerhalb der Bande sieht er durch das Auftauchen des Expolizisten gefährdet und seinen Status geschmälert. Als die Polizei groß angelegte Razzien durchführt, Wucherbüros aushebt, Schmuckdealer festsetzt und weitere Erfolge verbucht, was die Geldeinnahmen des Syndikats erheblich schmälert, sieht Fenner sich in seinem Misstrauen bestätigt. Um das aufkommende Misstrauen gegen ihn zu entkräften, sieht der undercover arbeitende Blake sich gezwungen, als Ausgleich für entgangene Gewinne, eine lukrative Lotterie aufzuziehen. Die Idee dazu stammt von Blakes Freundin Lee Morgan, die von ihrem Nachtclub aus mit ihren Nummernlosen jede Woche in Harlem und der Bronx einige Tausender verdient. Kruger verbreitet daraufhin die Lotterie über die ganze Stadt und verdient dabei jede Woche hunderttausende Dollars. Auf der anderen Seite kümmert er sich nicht mehr ausreichend um den Schutz der Geschäfte seiner Gangmitglieder. Fenner, dessen Ärger über Kruger stets angewachsen ist, tötet diesen daraufhin mit dem Ziel, selbst die Nummer eins zu werden. Allerdings gelingt es Blake, wie geplant, die Führung an sich zu reißen und die Kontrolle zu übernehmen, was ihm endlich Zugang zu den wahren Bossen im Hintergrund verschafft. Bei dem Triumvirat handelt es sich um den Bankdirektor Hollister und den Bankier Thorndike sowie den korrupten Regierungsbeamten Caldwell.
Blake informiert seine Kollegen entsprechend und gibt ihnen den Tipp, eine Großgarage, in der die Geschäfte der Gangster zusammenlaufen und das Geld gehortet wird, zu stürmen. Er selbst will sich mit dem Anteil für die Bankiers zu deren Büro in der Oceanic Bank and Trust Company begeben, um dann den Kollegen die Beweise in Form gekennzeichneter Geldscheine zu liefern. Allerdings hat Blake nicht damit gerechnet, dass Fenner, der ihn hasst, ihn von dem Bandenmitglied Wire hat beschatten lassen. Und so kommt es dazu, dass Wire Fenner ausgerechnet in Lee Morgans Bar übers Telefon informiert, wo Blake sich gerade aufhält. Im Treppenhaus von Blakes konspirativen Apartment kommt es zu einer Schießerei zwischen Fenner und Blake, bei der Fenner tödlich getroffen und Blake schwer verwundet wird. Lee, die ahnungsvoll zum Apartment geeilt ist, kommt zu spät, um Blake vor Fenner zu warnen. Sie fährt den Sterbenden in ihrem Wagen zu den Bankiers. Es gelingt Blake gerade noch, den Männern das Geld zu übergeben, bevor er tot zusammenbricht. Seinen Kollegen, die das Bankhaus stürmen, hat er damit aber insoweit geholfen, als er den entscheidenden Beweis für die Schuld des Triumvirats geliefert hat, was letztendlich zu deren Festnahme und zur Zerschlagung des Syndikats führt.

## Produktion

### Produktionsnotizen
Gedreht wurde in den Warner Brother Burbank Studios in Burbank in Kalifornien in den USA.
Der in Schwarzweiß unter der Regie von William Keighley entstandene Spielfilm basiert auf einer Geschichte des Kriminalreporters Martin Mooney und hat als Figur des von Edward G. Robinson gespielten Undercover-Cops den realen Polizisten Johnny Broderick, der auch als der härteste Cop der Stadt bekannt war, zum Vorbild. Die Figur des von Barton MacLane gespielten Mafiabosses ähnelt dem realen Gangster Dutch Schultz. Seton I. Miller schrieb das Drehbuch mit den bissigen Dialogen, die beim Publikum sehr beliebt waren.
Alan G. Barbour schrieb in seiner Biografie über Humphrey Bogart, dass das Ende des Films für diese Periode der Filmgeschichte höchst ungewöhnlich gewesen sei, Robinson aber hart darum gekämpft habe, es zu bekommen und durchzusetzen. Es geht darum, dass am Ende des Films Robinson und Bogarts sich in einer wilden Schießerei gegenseitig töten.

### Hintergrundinformationen
Robinson war spätestens seit Der kleine Cäsar auf Rollen im zu dieser Zeit sehr erfolgreichen Gangsterfilm festgelegt. Nach der Regelung des Hays Codes war dieses Image jedoch eher nachteilig, daher versuchte man Robinson auch in der Rolle des Gesetzeshüters zu etablieren. Er ist der erste von insgesamt fünf gemeinsamen Filmen von Robinson und Bogart, der damals noch nicht zur ersten Riege der Hollywoodstars gehörte. Bogart war zu der Zeit in der Hierarchie der „Murderer’s Row“ der Warner Studios hinter Robinson, James Cagney und George Raft die Nummer vier. Im fünften Film der beiden Gangster in Key Largo von 1948 war Bogart dann der Top-Star und konnte Robinson erschießen, der mit diesem Film auch seinen Vertrag mit Warner beendete.
Im Soundtrack des Films ist The Lady in Red von Allie Wrubel (Musik), gepfiffen von Edward G. Robinson, zu hören.

### Veröffentlichung
Die Uraufführung des Films fand am 18. Mai 1936 in den Vereinigten Staaten statt. In New York City war der Film erstmals am 26. Mai 1936 zu sehen, allgemein lief er in den Vereinigten Staaten am 6. Juni 1936 an. Im Jahr 1936 wurde er zudem veröffentlicht in Frankreich, in London im Vereinigten Königreich, in Brüssel in Belgien und in Finnland. Im darauffolgenden Jahr erfolgte eine Veröffentlichung in Dänemark, Schweden und Portugal. In den Vereinigten Staaten hatte der Film am 28. November 1956 Fernsehpremiere beim Sender Portland in Maine. In Frankreich kam der Film am 30. Juli 2003 erneut in die Kinos. Veröffentlicht wurde er zudem in Brasilien, Kanada, Kroatien, Griechenland, Ungarn, Italien, Japan, Polen, in der Sowjetunion, Spanien und in Jugoslawien.
In der Bundesrepublik Deutschland wurde der Film erstmals am 27. Mai 1967 vom WDR III gezeigt. Der BR III zeigte ihn am 4. Dezember 1970, der HR III am 5. Februar 1971 und der SR 3 am 10. Januar 1981. In Österreich kam der Film 1936 unter dem Titel Revolver und Roulette (Ausserhalb des Gesetzes)  in den Verleih. Der alternative Titel des Films im österreichischen Fernsehen lautete Wer regiert die Stadt?

## Rezeption

### Kritik
In einem Artikel für die Zeitschrift The Spectator von 1936 bezeichnete Graham Greene den Film als einen guten Gangsterfilm zweiter Klasse. Robinson lobte er für seine zuverlässige Leistung.
„Bei allem Unterhaltungswert, den dieser Film in seiner spannenden Erzählung hat, wird nicht an sozialkritischen Ansätzen gespart“, schrieb Wolfgang J. Fuchs in seiner Dokumentation Kult Star Humphrey Bogart.
Paul Tatara schrieb bei Turner Classic Movies Bullets or Ballots sei eine unterhaltsame Gangstergeschichte und einer der besseren Filme von William Keighley. Der Film sei finanziell ein großer Erfolg gewesen und Robinson, der anfangs Bedenken wegen des Drehbuchs gehabt habe, habe später in seiner Autobiografie geschrieben, dass der Film ein 18-karätiger, überwältigender Hit gewesen sei. Keighleys Gespür für Gangstermaterial sei wohl das Schlüsselelement für den Erfolg des Films gewesen.
Alan G. Barbour schrieb in seiner Biografie über Humphrey Bogart, dass er in seinem Film nach The Petrified Forest ein etwas artikulierterer und berechnenderer Killer gewesen sei. Bullets or Ballots sei ein geschickt produzierter Unterhaltungsfilm, in dem Bogart sein übliches Pokergesicht aufsetze, während er schießfreudig seiner Aufgabe nachgehe und seine Gegner mit typisch Bogartscher Hinterhältigkeit aus dem Weg räume. Der Film sei eins der für Warner Brothers typischen Unterwelt-Melodramen bei dem William Keighley mit straffer Hand sehr wirkungsvoll Regie geführt habe.
Das Lexikon des internationalen Films zeigte sich angetan von dem Film: „Spannender Kriminal- und Gangsterfilm mit einer erstaunlich differenzierten Zeichnung der Charaktere. Zwar wird kein Zweifel an der Position der ‚guten‘ und der ‚bösen‘ Personen gelassen, aber innerhalb solcher Festlegung sind die Charakterisierungen schillernd und vielschichtig, zwielichtig und letztlich unwägbar.“
Gary W. Tooze von DVD Beaver schrieb, dass, als die Gangsterfilme von Warner Bros. aus der Zeit der Depression Proteste hervorgerufen hätten, das Studio das Genre mit Geschichten neu belebt habe, in denen Gesetzeshüter statt Gesetzesbrecher im Mittelpunkt gestanden hätten. Der rasante, robuste Film Bullets or Ballots spiegele das wider. Der Film zeige eine (für die damalige Zeit) einzigartige Geschichte über einen Undercover-Cop mit einigen Anklängen an den Film Noir und einer großartigen Besetzung mit Edward G. Robinson, dem jungen Bogart und der süß aussehenden Blondell.
Derek Winnert sprach von einem scharfsinnigen und mitreißenden Gangsterfilm mit dem großen Edward G. Robinson sowie Joan Blondell, Humphrey Bogart, Barton McLane und Frank McHugh in den Hauptrollen. Der Film sei ein besonders gelungenes Beispiel für den sozialkritischen Gangsterthriller von Warner Bros. aus den 1930er-Jahren, der ein verstörendes Bild einer gewalttätigen, aus den Fugen geratenen Großstadtwelt zeichne. Bullets or Ballots sei rasant, realistisch, entlarvend aufschlussreich und mit viel Elan von Regisseur Keighley und mit Verve von Star Robinson sowie talentierter Unterstützung durch die Warner-Schauspielercrew umgesetzt worden.
Der Kritiker Dennis Schwartz stellte bei Ozus’ Welt fest, Bullets or Ballots sei ein angenehmer, actiongeladener Gangsterfilm, dessen Handlung zwar weit hergeholt gewesen sei, wobei es aber Spaß gemacht habe, dem zukünftigen Superstar Bogie dabei zuzusehen, wie er knorrig die Fäuste balle und Robinson Typen verprügele, die ihm auf die Nerven gegangen seien. Es sei ein zu seiner Zeit raffinierter Gangsterfilm gewesen, der mittlerweile aber veraltet sei.
Christoph Hartung befasste sich auf seiner Seite mit dem Film und meinte, es handele sich um einen „harten Krimi im Gangster-Milieu mit sozialkritschem Anstrich“. Robinson sei „gewohnt quirlig“, rauche „eine Zigarre nach der anderen und“ strecke „Männer, die zwei Köpfe größer sind, mit einem rechten Haken seiner kurzen Arme nieder“. Bullets or Ballots sei ein „spannender Gangsterfilm mit Charakteren, die mehr“ seien „als reine Pistolenabfeuerer; der Film“ zeige „Menschen mit Tiefe“.
Matthias Merkelbach von der Film Noir meinte, obwohl der Film „einige für den Gangsterfilm der Dreißiger Jahre typische Elemente“ beinhalte – „angesehene Geschäftsleute als die Hintermänner des Syndikats“ – sei „Revoler und Roulette reine Propaganda“. Aufgrund des Hays Code verkörperten „die Darsteller von Gangstertypen in frühen Pre-Noir-Meisterwerken, etwa Edward G. Robinson oder James Cagney“, nun „knochenbrechende Staatsdiener in Aktion“. Revoler und Roulette bebildere „jene Weltanschauung, die eine radikale Polizeiherrschaft“ glorifiziere. In diesem Fall „mit exzellenten Schauspielern wie Robinson und Bogart, mit faden Rollencharakteren wie den von MacLane und Blondell verkörperten Figuren und mit Klischeehelden wie dem von Joe King dargestellten Police Captain Dan McLaren sowie mit doofen Knallchargen à la Frank McHughs Herman“. Weiter hieß es, dass die „vermeintlich als clever anbiedernde Handlung“ sich als „vorhersehbar und extrem flach“ erweise. Merkelbach zog das Fazit, dass dies ein „nicht bloß unglaubwürdiger, sondern auch ein dumm reaktionärer und im Grunde schlechter Film seiner Zeit“ sei.

### Nachwirkung
Der Film wurde 1939 vom Lux Radio Theatre auch als Hörspiel mit Robinson und Bogart sowie Mary Astor aufgenommen.